# John Manners (3e duc de Rutland)
Pour les articles homonymes, voir John Manners.
John Manners (21 octobre 1696 - 29 mai 1779), est un noble anglais, fils aîné de John Manners (2e duc de Rutland) et de Catherine Russell. Titré marquis de Granby à partir de 1711, il accède au titre de duc de Rutland en 1721, interrompant ainsi une brève carrière à la Chambre des communes, où il représente Rutland en tant que Whig.

## Biographie
Il occupe divers postes au sein du gouvernement et de la Cour, notamment Lord Lieutenant du Leicestershire 1721-1779, Chancelier du duché de Lancastre 1727-1736, Lord-intendant 1755-1761 et Master of the Horse 1761-1766.
Il représente Rutland au Parlement britannique de janvier 1719 à février 1721.
En 1722, il devient chevalier de l'Ordre de la Jarretière et, en 1727, est admis au Conseil privé. Il soutient la création à Londres du Foundling Hospital et est l'un de ses gouverneurs fondateurs quand il reçoit sa charte royale en 1739. La ville de Rutland, dans le Vermont, porte son nom.

## Collectionneur d'art
Il est un collectionneur d'art. Il commence en 1742 et, pendant deux décennies, achète des peintures, des dessins et des estampes aux enchères d'art de Londres. Les agents ont acheté pour lui lors d'autres ventes aux enchères et lui aussi en privé, par l'intermédiaire de revendeurs. À la mort de son père John Manners (2e duc de Rutland), en 1721, le 3e duc hérite de la collection familiale de peintures acquises par ses ancêtres, dont des Vieux Maîtres, ainsi que de nombreux portraits ancestraux.
Il aimait les petits tableaux et aurait déclaré : « Un homme ne méritait pas un bon tableau qui ne la porterait pas à la maison ». En conséquence, il dépense moins pour sa collection que d'autres collectionneurs qui préféraient des peintures plus grandes et plus chères. Par exemple, il n'a pas acheté au même prix que son petit-fils, Charles, 4e duc de Rutland, ami et patron de Sir Joshua Reynolds. Néanmoins, c'est un collectionneur sérieux dont l'œil et le tempérament l'ont amené à acheter des œuvres plus petites de tous les grands peintres européens, notamment Raphaël, Titian, Bassano, Véronèse, Guido Reni et les italiens du Nord, notamment Claude et les deux Poussins. Manners était aussi le protecteur du compositeur allemand Georg Friedrich Haendel.
Pour une raison inconnue, le duc vend 200 tableaux en 1758-1759.

## Famille
Il meurt en 1779 à l'âge de 82 ans à Rutland House, Knightsbridge, Londres et est enterré dans le mausolée du château de Belvoir.
En 1717, il épouse Bridget Sutton, l'héritière de Robert Sutton âgée de 17 ans, deuxième baron Lexinton. Ils ont onze enfants, dont la plupart sont morts jeunes :
- Catherine Rachel Manners (1718), décédée jeune
- Caroline Manners (née au printemps 1719), décédée jeune
- Frances et Lady Bridget Manners (décédée le 30 décembre 1719), jumeaux décédés jeunes
- John Manners (marquis de Granby) (1721-1770)
- Robert Manners-Sutton (1722-1762)
- George Manners-Sutton (1723-1783)
- William Manners (29 juillet 1724 - 11 mars 1730), décédé jeune
- Leonora Manners (d. Juin 1740), décédé jeune
- Frances Manners (c. 1726 - 3 février 1739), décédée jeune
- Frederick Manners (né le 17 février 1728)